# ＃夢の続き
「#夢の続き」（ゆめのつづき）は、日本の女性アイドルグループ強がりセンセーションの1枚目のシングル。2015年8月4日にフレオエンターテインメントから発売された。

## 概要
強がりセンセーション結成当初より代表作として親しまれたが、デビューから1年後にシングル発売された。発売日である8月4日のオリコンデイリーチャートでは総合ランキング1位になった。
[通常盤] [夢盤] [青春盤] の3形態で発売された。

## 収録曲

### 通常盤
1. #夢の続き
作詞：DJ金魚、作曲：YoshiBo→、編曲：コモP
2. 行かなくちゃ!青春
作詞：DJ金魚、作曲：梶原パセリちゃん、編曲：YoshiBo→
3. #夢の続き（instrumental）
4. 行かなくちゃ!青春（instrumental）

### 夢盤
1. #夢の続き
2. 行かなくちゃ!青春
3. #夢の続き（instrumental）
4. 行かなくちゃ!青春（instrumental）

### 青春盤
1. #夢の続き
2. 行かなくちゃ!青春
3. #夢の続き（instrumental）
4. 行かなくちゃ!青春（instrumental）